# Aeroportul Regional Augusta
Aeroportul Regional Augusta (IATA: AGS, ICAO: KAGS, FAA LID: AGS) este un aeroport din Augusta⁠(d), Comitatul Richmond, Georgia, Georgia, Statele Unite ale Americii ce deservește zona Augusta⁠(d). Aeroportul a fost tranzitat în 2019 de 660.990 de pasageri. A fost numit după zona deservită.
Situat la o altitudine de 44 m, aeroportul dispune de 2 piste.

## Infrastructură

### Piste
Aeroportul dispune de 2 piste. Pista 08/26 are suprafața de asfalt și dimensiunile 6.002 picioare × 75 picioare. Pista 17/35 are suprafața de beton și dimensiunile 8.001 picioare × 150 picioare. 